# Калгун (округ, Міссісіпі)
Шаблон:StateAbbr_ 33°56′ пн. ш. 89°20′ зх. д. / 33.94° пн. ш. 89.34° зх. д.
Округ  Калгун (англ. Calhoun County) — округ (графство) у штаті Міссісіпі, США. Ідентифікатор округу 28013.

## Історія
Округ утворений 1852 року.

## Демографія
За даними перепису 
2000 року 
загальне населення округу становило 15069 осіб, зокрема міського населення було 2681, а сільського — 12388.
Серед мешканців округу чоловіків було 7168, а жінок — 7901. В окрузі було 6019 домогосподарств, 4258 родин, які мешкали в 6902 будинках.
Середній розмір родини становив 2,97.
Віковий розподіл населення поданий у таблиці:
| Стать    | До 15 років | 15-21 | 22-29 | 30-39 | 40-49 | 50-65 | 65-85 | Понад 85 |
| -------- | ----------- | ----- | ----- | ----- | ----- | ----- | ----- | -------- |
| Чоловіки | 1561        | 779   | 748   | 975   | 1017  | 1143  | 851   | 94       |
| Жінки    | 1531        | 697   | 735   | 1048  | 1047  | 1273  | 1309  | 261      |

## Суміжні округи
- Лафаєтт — північ
- Понтоток — північний схід
- Чикасо — схід
- Вебстер — південь
- Ґренада — південний захід
- Ялобуша — захід

## Виноски
1. ↑  U.S. Decennial Census. United States Census Bureau. Архів оригіналу за 26 квітня 2015. Процитовано 3 листопада 2014.
2. ↑  Historical Census Browser. University of Virginia Library. Архів оригіналу за 12 грудня 2009. Процитовано 3 листопада 2014.
3. ↑  Population of Counties by Decennial Census: 1900 to 1990. United States Census Bureau. Архів оригіналу за 28 грудня 2014. Процитовано 3 листопада 2014.
4. ↑  Census 2000 PHC-T-4. Ranking Tables for Counties: 1990 and 2000 (PDF). United States Census Bureau. Архів оригіналу (PDF) за 18 грудня 2014. Процитовано 3 листопада 2014.
5. ↑  State & County QuickFacts. United States Census Bureau. Архів оригіналу за 8 липня 2011. Процитовано 3 вересня 2013.(англ.) Наведено за англійською вікіпедією.
6. ↑  American FactFinder. Бюро перепису населення США. Архів оригіналу за 29 липня 2011. Процитовано 31 січня 2008.

| США | Це незавершена стаття з географії США. Ви можете допомогти проєкту, виправивши або дописавши її. |